# Du vent dans les saules
Cet article possède un paronyme, voir Le Vent dans les saules.
 (août 2021).
Si vous disposez d'ouvrages ou d'articles de référence ou si vous connaissez des sites web de qualité traitant du thème abordé ici, merci de compléter l'article en donnant les références utiles à sa vérifiabilité et en les liant à la section « Notes et références ».
Pour plus de détails, voir Fiche technique et Distribution.
Du vent dans les saules (The Wind in the Willows) est un film britannique réalisé par Terry Jones, sorti en 1996.
Le film est une adaptation du roman Le Vent dans les saules (1908) de Kenneth Grahame.

## Synopsis
La maison souterraine de Taupe est soudainement détruite par des bulldozers conduits par des belettes. Taupe décide de partir enquêter et rencontre Rat qui lui veut faire un pique-nique. Après négociation, Taupe accepte de faire un tour en barque avec Rat et manger avec lui, seulement s’il l’accompagne dans la maison de Crapaud car un champ détruit par des belettes, situé au-dessus de la maison de Taupe, lui appartient. Arrivé à Château Crapaud, ils découvrent que son propriétaire a vendu le champ aux belettes pour acheter une roulotte. Crapaud les décide à partir sur les routes avec lui.
Soudain, une automobile surgit qui envoie dans le fossé la roulotte : une nouvelle passion s’ouvre à Crapaud. Une bonne nouvelle pour les belettes, car Crapaud va avoir besoin de beaucoup d’argent.
Durant une nouvelle balade en automobile, à cause de la conduite imprudente de Crapaud, Taupe et Rat sont éjectés chacun dans un coin du Bois Sauvage. Les trois amis se retrouvent chez Blaireau. Celui-ci tente de raisonner Crapaud qui refuse d'écouter malgré un long sermon dans la bibliothèque du terrier. Nos trois amis décident d’enfermer le jeune effronté dans une malle puis l’amènent à Château Crapaud pour l’assigner à résidence dans sa chambre. Mais la guérison ne vient pas, Crapaud reconstitue une automobile avec un coffre en bois et un pot de chambre pour volant. L'incorrigible arrive à manipuler son geôlier, Rat, en lui parlant de pique-nique et s’enfuit. 
Crapaud profite de ce que des automobilistes s’arrêtent dans un restaurant d’étape pour leur voler leur voiture. En fait, un piège tendu par les belettes pour que Crapaud retombe sous l’emprise de sa passion.
Finalement, Crapaud est arrêté pour vol et insulte à agent de police qu’il avait traité de “cornichon”. Même pas défendu par son avocat, Crapaud  finit en prison pour 100 ans, le jury composé de lapins étant sous la coupe du chef des belettes et Crapaud avec son attitude insolente ne fait rien pour adoucir son jugement.
Rat et Taupe décident de délivrer leur ami mais en même temps qu’ils arrivent dans la cellule grâce à un tunnel, Crapaud se déguise en vendeuse de thé grâce à la fille du geôlier qui est tombée sous son charme. Crapaud refuse l’aide de ses amis, préférant une évasion avec panache. Finalement tous dehors, ils s’échappent en train grâce à un cheminot. Bien sûr, le train finit sous la conduite de Crapaud dans le décor.
Taupe n’en peut plus, il décide de rentrer chez lui. Rat va chercher de l’aide auprès de Blaireau. Crapaud se fait capturer par les belettes qui ont construit une usine d’aliments pour chien et ont pour but de détruire Château Crapaud. 
Rat, Blaireau et Taupe finissent aussi par être capturés. Les quatre amis sont en passe de finir en pâté pour chien. S’en sortant in extremis, ils assistent à la fête des belettes qui finit en pugilat, chacune voulant être le chef. Mais le chef des belettes ayant stocké des explosifs dans Château Crapaud décide d’activer son détonateur mais Rat avait interverti les barils de poudre et c’est l’usine qui est réduite en gravats.
L’orgueilleux Crapaud décide de s’octroyer les bénéfices de cette histoire mais Blaireau veille. Malgré cela, pendant le spectacle donné devant les lapins, Crapaud s’éclipse pour retrouver son vendeur… d’aéroplane.

## Fiche technique
- Titre : Le Vent dans les Saules
- Titre original : The Wind in the Willows
- Réalisation : Terry Jones
- Scénario : Terry Jones d'après le roman éponyme de Kenneth Grahame
- Producteur : Jake Eberts, John Goldstone
- Musique : John Du Prez
- Genre : Comédie fantastique
- Costumes et direction artistique : James Acheson
- Studio : Allied Filmmakers

## Distribution
- Terry Jones (VF : Roger Carel) : Crapaud (Toad)
- Steve Coogan (VF : Thierry Wermuth) : Taupe (Mole)
- Eric Idle (VF : Jean-Claude Montalban) : Rat (Rat)
- Nicol Williamson (VF : Pierre Bâton) : Blaireau (Badger)
- Antony Sher (VF : Bernard Tiphaine) : le chef des belettes
- Stephen Fry (VF : Patrick Préjean) : Le juge
- John Cleese (VF : Michel Prud'homme) : l'avocat de Crapaud
- Michael Palin (VF : Patrick Préjean) : le Soleil
- Bernard Hill (VF : Guy Piérauld) : le conducteur de train
- Nigel Planer (VF : Michel Prud'homme) : le vendeur de voiture
- Julia Sawalha (VF : Véronique Alycia): la fille du gardien de prison
- Victoria Wood (VF : Danièle Douet) : la serveuse de thé dans la prison
- Don Henderson (VF : Henri Labussière) : la sentinelle
- Robert Bathurst (VF : Pierre Dourlens) : la belette St John
- Richard James (VF : Edgar Givry / Jean-Claude Donda) : la belette Geoffrey / l'horloge de Taupe
- Keith-Lee Castle (VF : Nicolas Marié) : la belette Clarence
- Roger Ashton-Griffiths (VF : Bernard Demory) : le greffier
- William Lawrence (VF : Vincent Grass) : le chef belette
- Nick Gillard
- John Boswall (VF : Henri Labussière) : le vieux monsieur